# Stochampionatet
Le Stochampionatet (« championnat des juments » en suédois) est une course hippique de trot attelé se déroulant au mois de juillet sur l'hippodrome d'Axevalla (sv), en Suède.
C'est une course de Groupe I réservée aux pouliches de 4 ans. Elle se court sur la distance de 2 640 mètres, départ à l'autostart. L'allocation s'élève à 2 400 000 SEK (environ 213 325 €), dont 1 200 000 SEK pour le vainqueur.

## Palmarès depuis 1996
| Année | Vainqueur        | Père               | Driver             | Entraîneur          | Temps  |
| ----- | ---------------- | ------------------ | ------------------ | ------------------- | ------ |
| 2025  | La Yuca          | Face Time Bourbon  | Örjan Kihlström    | Daniel Redén        | 1'12"9 |
| 2024  | Kinglet Bird     | Nuncio             | Örjan Kihlström    | Daniel Redén        | 1'13"4 |
| 2023  | Joy Sisu         | Brillantissime     | Mika Forss         | Petri Salmela       | 1'12"3 |
| 2022  | Great Skills     | Ready Cash         | Daniel Wäjersten   | Daniel Wäjersten    | 1'12"5 |
| 2021  | Honey Mearas     | Readly Express     | Örjan Kihlström    | Daniel Redén        | 1'12"8 |
| 2020  | Diana Zet        | Hard Livin         | Örjan Kihlström    | Daniel Réden        | 1'15"3 |
| 2019  | Activated        | Jocose             | Carl Johan Jepson  | Fredrik Wallin      | 1'13"2 |
| 2018  | Mellby Free      | Muscle Hill        | Björn Goop         | Björn Goop          | 1'13"5 |
| 2017  | Ultra Bright     | Zola Boko          | Fredrik Persson    | Fredrik Persson     | 1'13"  |
| 2016  | Galactica        | Super Photo Kosmos | Lars-Åke Söderholm | Malin Bergström     | 1'13"2 |
| 2015  | Some Summit      | Dream Vacation     | Veijo Heiskanen    | Veijo Heiskanen     | 1'13"6 |
| 2014  | Neona Princess   | Gigant Neo         | Johan Untersteiner | Peter Untersteiner  | 1'13"7 |
| 2013  | Blended Scotch   | Super Photo Kosmos | Per Linderoth      | Per Linderoth       | 1'13"2 |
| 2012  | Drillbit Ås      | Chocolatier        | Åke Svanstedt      | Svante Båth         | 1'15"7 |
| 2011  | Tamla Celeber    | Cantab Hall        | Örjan Kihlström    | Roger Walmann       | 1'15"2 |
| 2010  | Viola Silas      | Lindy Lane         | Fredrik Persson    | Fredrik Persson     | 1'15"9 |
| 2009  | Calamara Donna   | Pine Chip          | Örjan Kihlström    | Roger Walmann       | 1'15"9 |
| 2008  | Lie Detector     | Varenne            | Örjan Kihlström    | Stefan Hultman      | 1'14"9 |
| 2007  | Vala Boko        | Alf Palema         | Jorma Kontio       | Timo Nurmos         | 1'14"4 |
| 2006  | Mad Marke        | Vip Tilly          | Stefan Söderkvist  | Mikael Selin        | 1'15"1 |
| 2005  | Fama Currit      | Viking Kronos      | Peter Ingves       | Petri Puro          | 1'15"5 |
| 2004  | Giant Diablo     | Supergill          | Örjan Kihlström    | Roger Walmann       | 1'15"7 |
| 2003  | Je t'Aime Dream  | Sugarcane Hanover  | Stig H. Johansson  | Stig H. Johansson   | 1'14"5 |
| 2002  | Pine Dust        | Pine Chip          | Örjan Kihlström    | Stefan Hultman      | 1'15"7 |
| 2001  | Volita du Ling   | Super Arnie        | Erik Adielsson     | Tommy Hanné         | 1'15"5 |
| 2000  | Sweet As Candy   | Smasher            | Björn Goop         | Lars-Eric Magnusson | 1'17"3 |
| 1999  | Princess V       | Zoot Suit          | Olle Goop          | Olle Goop           | 1'16"9 |
| 1998  | Simb Capi        | Probe              | Lutfi Kolgjini     | Lutfi Kolgjini      | 1'17"  |
| 1997  | Carolinas Mystic | Karate Chop        | Björn Goop         | Olle Goop           | 1'15"8 |
| 1996  | Krossed Out      | Super Arnie        | Hans-Owe Sundberg  | Mats-Åke Törnqvist  | 1'16"1 |